# Handball-Bayernliga 1958/59
Die Saison 1958/59 der Handball-Bayernliga war die erste Spielzeit der neu gegründeten bayerischen Handballliga, die als eine der höchsten Spielklassen im deutschen Ligensystem eingestuft war und der Bayerische Meister erstmals über eine Ligameisterschaft erspielt wurde. Vor Einführung der Bayernliga wurde der Meister über ein Endrundenturnier ermittelt. 

## Bayerische Meisterschaft

Bereich des „Bayer. Handballverbandes“ (BHV)

Meister wurde der TSV 1860 Ansbach, der damit auch zur Teilnahme an der Süddeutschen Meisterschaft 1959 in Karlsruhe berechtigt war und dabei in der Endrunde den 4. Platz belegte. Für die Qualifikation zur Teilnahme an der Endrunde zur Deutschen Meisterschaft in Essen reichte es damals nicht, da hätten die Ansbacher den 1. Platz belegen müssen. Die Absteiger waren der TSV Rödelsee und der TV Münchberg.

## Teilnehmer
Teilnehmer waren die vier Endrundenteilnehmer der Bayerischen Meisterschaft des Vorjahres und drei Nachrücker.
 Damit waren auch diese 7 Teams als Gründungsmitglieder der Liga erfasst.
| - Post SV München (Titelverteidiger) - TSV 1860 Ansbach - Regensburger TS - TV Münchberg | - TG Landshut (Nachrücker) - TSV Rödelsee (Nachrücker) - TV Neugablonz (Nachrücker) |  |

## Modus
Es spielte jedes Team nur einmal gegeneinander, ohne Rückrunde. So war bereits nach 6 Spieltagen die Meisterschaft
 entschieden. Der Meister war zur Teilnahme an der Süddeutschen Meisterschaft qualifiziert, die Plätze 6 und 7 waren
 die Absteiger.

### Abschlusstabelle
Saison 1958/59 
|    | Mannschaft          | Spiele | Punkte |
| -- | ------------------- | ------ | ------ |
| 1. | TSV 1860 Ansbach    | 6      | 12:0   |
| 2. | Post SV München (M) | 6      | 10:2   |
| 3. | Regensburger TS     | 6      | 8:4    |
| 4. | TG Landshut         | 6      | 6:6    |
| 5. | TV Neugablonz       | 6      | 3:9    |
| 6. | TSV Rödelsee        | 6      | 3:9    |
| 7. | TV Münchberg        | 6      | 0:12   |

(M) = Meister (Titelverteidiger)

 Bayerischer Meister und für die Endrunde zur Süddeutsche Handballmeisterschaft 1959 qualifiziert
  „Für die Bayernliga 1959/60 qualifiziert“ 
  „Absteiger“

## Süddeutsche Meisterschaft 1958/59
Die Süddeutsche Handballmeisterschaft 1959 war die zehnte vom SHV ausgerichtete Endrunde um die Süddeutsche
 Meisterschaft im Hallenhandball der Männer. Sie wurde vom 7. bis 8. März 1959 in der Gruga-Halle in Essen ausgespielt,
 in einem Endrundenturnier mit zwei Gruppen in der Vorrunde. Die zwei bestplatzierten Teams jeder Gruppe nahmen an
 der Endrunde zur Süddeutschen Meisterschaft teil. Der Meister war für die Endausscheidung zu Deutschen Meisterschaft
 qualifiziert.

### Endrundentabelle
Saison 1958/59 
|    | Mannschaft              | Spiele | Punkte |
| -- | ----------------------- | ------ | ------ |
| 1. | TC Frisch Auf Göppingen | 3      | 6:0    |
| 2. | TS Esslingen 1890       | 3      | 4:2    |
| 3. | Post SV München         | 3      | 2:4    |
| 4. | TSV 1860 Ansbach        | 3      | 0:6    |

Süddeutscher Meister und für die Endrunde zur Deutschen Meisterschaft 1958/59 qualifiziert